# 91-ша мотострілецька дивізія (СРСР, І формування)
91-ша мотострілецька Мелітопольська Червонопрапорна ордена Суворова дивізія (91 МСД, в/ч 34562) — з'єднання мотострілецьких військ Радянської армії, що існувало від липня 1957 до жовтня 1959 року. Створена 4 червня 1957 року (І формування) на основі 91-ї стрілецької дивізії у місті Перм, Пермська область. Розформована 1 березня 1959 року.

## Історія
Створена 4 червня 1957 року (І формування) на основі 91-ї стрілецької дивізії у місті Перм, Пермська область.
Розформована 1 березня 1959 року.

## Структура
Протягом історії з'єднання його стурктура та склад неодноразово змінювались.

### 1957
- 2-й мотострілецький полк (Перм, Пермська область)
- 26-й мотострілецький полк (Перм, Пермська область)
- 434-й гвардійський мотострілецький полк (Перм, Пермська область)
- 345-й танковий полк (Перм, Пермська область)
- 0000 артилерійський полк (Перм, Пермська область)
- 0000 зенітний артилерійський полк (Перм, Пермська область)
- 000 окремий розвідувальний батальйон (Перм, Пермська область)
- 000 окремий саперний батальйон (Перм, Пермська область)
- 000 окремий батальйон зв'язку (Перм, Пермська область)
- 000 окрема рота хімічного захисту (Перм, Пермська область)
- 000 окремий санітарно-медичний батальйон (Перм, Пермська область)
- 000 окремий моторизований транспортний батальйон (Перм, Пермська область)